# Raúl Salinas de Gortari
Raúl Salinas de Gortari (født i august eller september 1946) er en mexikansk civilingeniør og forretningsmand som også er bror til ekspræsidenten Carlos Salinas de Gortari. Raúl er kendt som hjernen bag drabet på José Francisco Ruiz Massieu i Mexico City den 28. september 1994. Han er også i søgelyset for mordet på kardinal Juan Jesús Posadas Ocampo i 1993.
|  | Artiklen om Raúl Salinas de Gortari kan blive bedre, hvis der indsættes et (bedre) billede Du kan hjælpe ved at afsøge Wikimedia Commons for et passende billede eller uploade et godt billede til Wikimedia Commons iht. de tilladte licenser og indsætte det i artiklen. |